# Seberang Perai Utara
Huyện Seberang Perai Utara là một huyện thuộc bang Pulau Pinang của Malaysia. Huyện Seberang Perai Utara có dân số thời điểm năm 2010 ước tính khoảng 288148 người.